# Edward Ellis (Schauspieler)
Edward Mayne Ellis (* 12. November 1870 in Coldwater, Michigan; † 26. Juli 1952 in Beverly Hills, Kalifornien) war ein US-amerikanischer Schauspieler.

## Leben und Karriere
Edward Ellis wurde in eine Familie von Theaterschauspielern geboren, seine Schwester Edith Ellis (1866–1960) wurde später eine bekannte Autorin von Theaterstücken. Dadurch stand er auch schon während seiner Kindheit mit berühmten Schauspielern wie Fanny Davenport auf der Bühne. Mit 17 Jahren spielte er bereits die Rolle des Simon Legree in einer Produktion von Onkel Toms Hütte. Wie seine Schwester Edith versuchte sich Ellis zeitweise mit moderatem Erfolg als Bühnenautor, sein gemeinsam mit Edith verfasstes Stück Affairs of a Gentleman wurde etwa 1934 mit Paul Lukas in der Hauptrolle verfilmt. Zwischen 1905 und 1932 spielte er in insgesamt 22 Broadway-Produktionen, wobei er insbesondere mit der Darstellung zwielichtiger Charaktere Erfolg hatte. Nach 1932 wandte Ellis sich dem Filmgeschäft zu, bei welchem er bereits seit 1917 vereinzelt gearbeitet hatte.
In Filmen wurde Ellis – fast glatzköpfig, durch seine hagere Gestalt auffallend – oft mit der Darstellung von zumeist griesgrämigen oder exzentrischen älteren Herren betraut. Am bekanntesten ist Ellis heute wohl noch durch seine Darstellung der Titelfigur im Filmklassiker Der dünne Mann (1934) nach dem gleichnamigen Roman von Dashiell Hammett. Irrtümlicherweise nehmen Zuschauer des Filmes oft an, dass die von William Powell gespielte Hauptfigur Nick Charles mit dem „dünnen Mann“ gemeint sei – tatsächlich ist es jedoch die von Ellis gespielte Figur eines verschwundenen Industriellen. Zu seinen bekannteren Rollen zählen die des Gefängniskumpels von Paul Muni im Gangsterfilm Jagd auf James A. (1932) sowie die des Sheriff in Fritz Langs Filmdrama Blinde Wut (1936) mit Spencer Tracy. Üblicherweise in substanziellen Nebenrollen eingesetzt, erhielt Ellis im Jahr 1938 eine Hauptrolle in dem von Dalton Trumbo geschriebenen Film A Man to Remember. Er spielte darin die Rolle eines Arztes, der sich für seine Dorfgemeinschaft aufopfert, dafür aber erst spät Anerkennung erhält. Ende der 1930er-Jahre galt er als sehr bekannter Charakterdarsteller und lehnte sogar ein Angebot von Frank Capra ab, die Rolle des Senatspräsidenten in Mr. Smith geht nach Washington zu spielen – Harry Carey senior erhielt für diese Rolle später eine Oscar-Nominierung.
Nach 38 Filmen zog sich Ellis im Jahr 1942 mit dem Western The Omaha Trail aus dem Filmgeschäft zurück. Er starb 1952 mit 81 Jahren in Beverly Hills an Prostatakrebs. Aus seiner geschiedenen Ehe mit der Schauspielerin Josephine Stevens (1897–1966) hatte er eine Tochter.

## Filmografie
- 1917: The Law That Failed
- 1917: The Great Bradley Mystery
- 1919: Out Yonder
- 1921: Frontier of the Stars
- 1932: Jagd auf James A. (I Am a Fugitive from a Chain Gang)
- 1933: Girl Missing
- 1933: Strictly Personal
- 1933: After Tonight
- 1933: From Headquarters
- 1934: Tag, Nellie! (Hi, Nellie!)
- 1934: The Ninth Guest
- 1934: The Trumpet Blows
- 1934: The Last Gentleman
- 1934: Der dünne Mann (The Thin Man)
- 1934: The President Vanishes
- 1935: Transient Lady
- 1935: Village Tale
- 1935: Das Tal des Todes (Wanderer of the Wasteland)
- 1935: The Return of Peter Grimm
- 1936: Chatterbox
- 1936: The Lady Consents
- 1936: Blinde Wut (Fury)
- 1936: Texas Rangers (The Texas Rangers)
- 1936: Winterset
- 1937: Im Kreuzverhör (Maid of Salem)
- 1937: Let Them Live
- 1937: The Man in Blue
- 1937: Midnight Madonna
- 1938: Little Miss Broadway
- 1938: A Man to Remember
- 1939: Rache für Alamo (Man of Conquest)
- 1939: Career
- 1939: Three Sons
- 1939: Main Street Lawyer
- 1941: A Man Betrayed
- 1941: Steel Against the Sky
- 1942: The Omaha Trail